# Bernard Nathanson
Pour les articles homonymes, voir Nathanson.
Bernard Nathanson, né le 31 juillet 1926 à New York et mort le 21 février 2011,  est un médecin américain. 

## Biographie
Né dans une famille juive, il est devenu athée, et s'est par la suite converti au catholicisme avec l'aide de l'Opus Dei, et a été baptisé le 19 décembre 1996 en la Cathédrale Saint-Patrick de New York, des mains du Cardinal O'Connor.
Diplômé en 1949, spécialiste en obstétrique et gynécologie en 1960, il a fait partie du groupe fondateurs de l'association Pro-choix NARAL qui est à l'origine de la décision judiciaire Roe v. Wade. Puis, après son rapprochement de l'Opus Dei, il est devenu un ardent pro-vie, se déclarant « personnellement responsable de 60 000 avortements ».
Il est décédé le 21 février 2011, à l'âge de 84 ans, après une longue lutte contre le cancer.

## Réalisateur d'un film de communication anti-avortement
En 1984, il réalise un film, Le Cri Silencieux, qui montre le déroulement d'une IVG sur un fœtus humain, âgé soi-disant de 12 semaines. 
Le professeur Étienne-Émile Baulieu, accusé de diffamation par les auteurs du film pour l'avoir qualifié d’escroquerie scientifique et de manipulation, a été relaxé. Le Tribunal de Grande Instance de Paris (17e Chambre) écrit dans son jugement du 20 février 1992 : « Le film tend à une dramatisation manifeste du propos et ne saurait être considéré comme un document objectif, à caractère scientifique, mais plutôt comme un film de propagande qui vise à convaincre par tous les moyens, notamment par l'appel à l'émotion du public. »